# Menophra fuscata
Menophra fuscata är en fjärilsart som beskrevs av Tutt 1898. Menophra fuscata ingår i släktet Menophra och familjen mätare. Inga underarter finns listade i Catalogue of Life.